# Euthria effendyi
Euthria effendyi is een slakkensoort uit de familie van de Buccinidae. De wetenschappelijke naam van de soort is voor het eerst geldig gepubliceerd in 2002 door Fraussen & Dharma.